# طبقه‌بندی منابع معدنی
[[پرونده:|thumb|400x400px|چارچوب گزارش کد با سه دسته اصلی -
```
اکتشاف استنتاجی، منابع معدنی و ذخایر معدنی. [1],
[
۱
]
]]
```

طبقه‌بندی منابع معدنیMineral resource classification طبقه‌بندی برای منابع معدنی بر مبنای افزایش سطح دانش زمین‌شناسی و اعتماد می‌باشد. Mineral مواد معدنی می‌توانند به صورت‌های زیر طبقه‌بندی شوند::
- منابع معدنی Mineral resources که بالقوه با ارزش هستند و چشم‌اندازهای معقول برای استخراج احتمالی از منظر اقتصادی وجود دارد.
- ذخایر معدنی Mineral reservesیا Ore reserves که از نظر استخراج و قانونی، اقتصادی و فنی با ارزش بوده و مقرون به صرفه است.

در اصطلاحات معدنی رایج، یک ذخیره معدنی به لحاظ تعریف باید دارای یک منبع معدنی باشد و ممکن است منابع اضافی نیز داشته باشد.'.
طبقه‌بندی به این خاطر که یک عملکرد اقتصادی است، بر مبنای اساسنامه‌ها و مقررات و هنجارهای رایج کاربردی در صنعت کنترل می‌شود. چندین طرح طبقه‌بندی وجود دارد که در سراسر جهان کاربرد دارد، که رایج‌ترین آنها در طبقه‌بندی CIM کانادا(National Instrument 43-101), کد کمیته ذخایر سنگ معدن استرالیا (JORC Code), قانون آفریقای جنوبی برای گزارش منابع معدنی و ذخایر معدنی (SAMREC) و طرح طبقه‌بندی “chessboard”از ذخایر معدنی توسط H. G. Dill.